# Eutrema violifolium
Eutrema violifolium är en korsblommig växtart som först beskrevs av Augustin Abel Hector Léveillé, och fick sitt nu gällande namn av Al-shehbaz och S.I. Warwick. Eutrema violifolium ingår i släktet skidörter, och familjen korsblommiga växter. Inga underarter finns listade i Catalogue of Life.